# John Iredale (Fußballspieler)
John Warwick Iredale (* 1. August 1999 in Sydney) ist ein australischer Fußballspieler, der für Aalborg BK in der dänischen Superliga spielt.

## Karriere

### Verein
Nach seinen Anfängen in der Jugend des West Pennant Hills Cherrybrook FC, des North West Sydney Spirit FC, der Marconi Stallions und des Blacktown City FC wechselte er im Sommer 2015 in die Jugendabteilung des Sydney FC. Kurz nachdem er für seinen Verein sein Debüt im Seniorenbereich im FFA Cup gefeiert hatte, wechselte er im August 2017 in die Niederlande in die Jugendabteilung des SC Heerenveen. Nach zwei Spielzeiten erfolgte sein Wechsel nach Deutschland zur 2. Mannschaft des VfL Wolfsburg in die Regionalliga Nord. Für seinen Verein bestritt er verletzungs- und coronabedingt 21 Spiele, bei denen ihm 14 Tore gelangen.
Nachdem die 2. Mannschaft seines Vereins aufgelöst wurde, wechselte er im Sommer 2021 in die 2. Bundesliga zum SC Paderborn 07. Um Spielpraxis zu sammeln, wurde er kurz vor Ende der Sommertransferphase für eine Saison an den Drittligisten SV Wehen Wiesbaden verliehen. Dort kam er auch zu seinem ersten Einsatz im Profibereich, als er am 28. August 2021, dem 6. Spieltag, bei der 2:4-Heimniederlage gegen den 1. FC Magdeburg in der 74. Spielminute für Benedict Hollerbach eingewechselt wurde. Nach seiner Leihe kehrte er zunächst nach Paderborn zurück, wurde allerdings Anfang August 2022 von seinem ehemaligen Leihverein fest verpflichtet. Nach dem Abstieg in die 3. Liga verließ er Wiesbaden im Sommer 2024 und schloss sich dem dänischen Aufsteiger Aalborg BK an.

### Nationalmannschaft
Iredale nahm mit der australischen U20-Nationalmannschaft an der U-19-Fußball-Asienmeisterschaft 2018 teil und wurde dabei in zwei Spielen eingesetzt. Zur Vorbereitung auf das olympische Fußballturnier 2021 kam er zu zwei Einsätzen für die australische U23-Nationalmannschaft, schaffte es allerdings nicht in den endgültigen Olympiakader.
Im WM-Qualifikationsspiel gegen den Libanon am 21. März 2024 wurde er in der 67. Minute für Adam Taggart eingewechselt und kam so zu seinem ersten A-Nationalspiel für Australien.
In seinem zweiten Einsatz, am 26. März 2024, ebenfalls gegen den Libanon, erzielte er sein erstes Tor für die Nationalmannschaft, nachdem er in der 66. Minute eingewechselt wurde.